# William Mark Felt
William Mark Felt, Sr. (født 17. august 1913, død 18. december 2008) var en forhenværende agent og administrator i USA's forbundspoliti. Under Watergate-skandalen var Felt vicedirektør i forbundspolitiet. Som whistleblower med kodenavnet "Deep Throat" forsynede han journalisterne Bob Woodward og Carl Bernstein fra avisen Washington Post med informationer om affæren. Woodward og Bernstein brugte disse informationer til en serie artikler der førte til Richard Nixons tilbagetræden som præsident for USA; Nixon var den 37. præsident, men den første og hidtil eneste, der er trådt tilbage i utide. I 1980 blev Felt dømt for at have krænket rettighederne hos flere personer der var venner eller familiemedlemmer til personer der var mistænkt for at være medlemmer af Weather Underground. Under appelsagen blev han benådet af Ronald Reagan. Felts identitet som "Deep Throat" blev hemmeligholdt i 33 år, indtil han selv afslørede sig 31. maj 2005 i en alder af 91 år  . Mark Felt blev 95 år.

## Eksterne kilder og henvisninger
1. ↑  "I'm the Guy They Called Deep Throat"  John O'Connor, i magasinet Vanity Fair  juli 2005.